# أنتوني كوين
أنتوني كوين (بالإسبانية: Anthony Quinn) (21 أبريل 1915 – 3 يونيو 2001) هو ممثل أمريكي، اشتهر بأدائه لشخصيات واقعية وعاطفية تتسم برجولة عنيفة، قدم طوال مسيرته الفنية أكثر من 100 دور في السينما والتلفزيون والمسرح بين عامي 1936 و2001، من أشهر أفلامه فيلم الرسالة وفيلم أسد الصحراء وفيلم لورنس العرب. كان يُتقن عدة لغات، وحصل على جائزة الأوسكار لأفضل ممثل مساعد مرتين، عام 1952 عن دوره في فيلم فيفا زباطة، وعام 1956 عن دوره في فيلم رغبة في الحياة.
وُلد أنتوني كوين في مدينة تشيواوا بالمكسيك، ونشأ في إل باسو بولاية تكساس، ثم في شرق لوس أنجلوس. وبعد أن جرّب حظّه في الملاكمة ومجال الهندسة المعمارية، دخل عالم السينما لأول مرة عام 1936 من خلال الفيلم الغربي الفارس السهل من إخراج سيسيل ديميل. وفي بداياته، غالبًا ما أُسندت إليه أدوار الأشرار أو الشخصيات الثانوية، إلا أن حضوره المميز قاده تدريجيًا إلى أدوار أكثر أهمية، من بينها أدوار البطولة المشتركة في فيلم دماء ورمال (1941) وحادثة أوكس-باو (1943).
نال كوين أول جائزة أوسكار له كأفضل ممثل في دور مساعد عن تجسيده لشخصية أوفيميو زاباتا في فيلم فيفا زباطة (1952)، ليصبح أول ممثل من مواليد المكسيك يفوز بهذه الجائزة. وبعد خمس سنوات، حاز أوسكاره الثاني عن أدائه في فيلم رغبة في الحياة (1957). كما رُشّح لاحقًا مرتين لجائزة أوسكار أفضل ممثل، عن فيلم الريح البرية (1958) وزوربا اليوناني (1964). شارك كوين أيضًا في عدد من الأفلام البارزة الأخرى، من بينها: الطريق (1954)، أسلحة نافارون (1961)، قداس للوزن الثقيل (1962)، لورنس العرب (1962)، أسلحة من أجل سان سباستيان (1968)، أحذية الصياد (1968)، عبر شارع 110 (1972)، الرسالة (1976)، أسد الصحراء (1980)، حمى الأدغال (1991)، وسبعة خدم (1996). إلى جانب أعماله السينمائية، تألق كوين على خشبة مسرح برودواي في عدد من المسرحيات المهمة، من أبرزها:  عربة اسمها الرغبة (حيث خلف مارلون براندو في الدور الرئيسي)، وبيكيت (والتي نال عنها ترشيحًا لجائزة توني لأفضل ممثل في مسرحية)، وزوربا (مُجسدًا نفس الدور الذي لعبه في الفيلم).
بعيدًا عن التمثيل، كان كوين ناشطًا بارزًا في مجال الحقوق المدنية، وفنانًا تشكيليًا شغوفًا، وألف عدة كتب تناولت سيرته الذاتية. وفي عام 1987، نال  جائزة سيسيل بي دوميل من الغولدن غلوب تكريمًا لمسيرته الفنية. وبفضل إنجازاته الفنية ونشاطه المجتمعي، يُعتبر أنتوني كوين من الشخصيات الرائدة في تمثيل الأمريكيين من أصول لاتينية في الإعلام والثقافة الأمريكية.

## النشأة
وُلد مانويل أنتونيو رودولفو كوين أواكساكا في 21 أبريل 1915 في تشيواوا، المكسيك، أثناء الثورة المكسيكية لأبوين هما مانويلا "نيللي" (ولدت باسم أواكساكا) وفرانسيسكو "فرانك" كوين. والده فرانك كوين هو ابن مهاجر أيرلندي من مقاطعة كورك وأم مكسيكية. يُقال أن فرانك كان يقود الثورة مع الثوري المكسيكي بانشو فيا، ثم انتقل لاحقًا إلى حي سيتي تراس في شرق لوس أنجلوس وأصبح مساعدًا لمصور سينمائي في استوديو سينمائي. في سيرته الذاتية (الخطيئة الأصلية: صورة ذاتية لأنتوني كوين)، دحض كوين الادعاءات بأن والده كان «ثوريًا أيرلنديًا»، وعزا تلك القصص إلى فبركات الدعاية في هوليوود. كما كشف أنه على الرغم من تراثه، إلا أنه شعر بالغربة في المكسيك بسبب لقبه (كوين) الذي كان يُنظر إليه على أنه أجنبي.
عندما كان في السادسة من عمره، ارتاد كوين كنيسة كاثوليكية، وراوده التفكير في أن يصبح قسًا، لكنه في سن الحادية عشرة انضم إلى الطائفة الخمسينية في الكنيسة الدولية للإنجيل الكامل، التي أسستها وقادتها الواعظة الإنجيلية إيمي سمبل ماكفيرسون. وخلال فترة من الزمن، عزف كوين في فرقة الكنيسة الموسيقية، وكان واعظًا متدربًا تحت إشراف ماكفيرسون. وقال كوين عنها ذات مرة: «لقد عرفت معظم الممثلات العظيمات في عصري، ولم تقترب أيٌّ منهن من تأثيرها»، مشيرًا إلى مدى سحرها وتأثيرها، ومؤكدًا أنها كانت مصدر إلهام لإيماءة اليد الممتدة دراميًا التي اشتهر بها في شخصية زوربا.
نشأ كوين أولًا في إل باسو، تكساس، ثم في شرق لوس أنجلوس، ومنطقة إيكو بارك في مدينة لوس أنجلوس، كاليفورنيا. التحق بمدرسة هاميل ستريت الابتدائية، ومدرسة بلفيدير الإعدادية، ومدرسة بوليتكنيك الثانوية، ثم مدرسة بيلمونت الثانوية في لوس أنجلوس، وكان من زملائه لاعب البيسبول المستقبلي ونجم مسلسل المستشفى العام جون بيرادينو، لكنه ترك الدراسة قبل التخرج. وفي يونيو 1987، منحته مدرسة توكسون الثانوية في أريزونا شهادة الثانوية الفخرية.
في شبابه، احترف كوين الملاكمة لكسب المال، ثم درس الفن والعمارة تحت إشراف المعماري الشهير فرانك لويد رايت، في مقر إقامته في أريزونا واستوديو تاليسين الخاص به في ولاية ويسكونسن. وأصبح الاثنان صديقين. وعندما أخبر كوين رايت برغبته في أن يصبح ممثلًا، شجعه رايت، وقال له عندما ذكر أنه تلقى عرضًا من أحد استوديوهات السينما بقيمة 800 دولار أسبوعيًا ولم يكن يعرف ماذا يفعل: «اقبل العرض، فلن تجني هذا المبلغ معي أبدًا».
وخلال مقابلة أجريت معه عام 1999 في برنامج برايفت سكرين مع روبرت أوزبورن، قال كوين إن العقد كان في الواقع بقيمة 300 دولار فقط أسبوعيًا.

## مسيرته المهنية

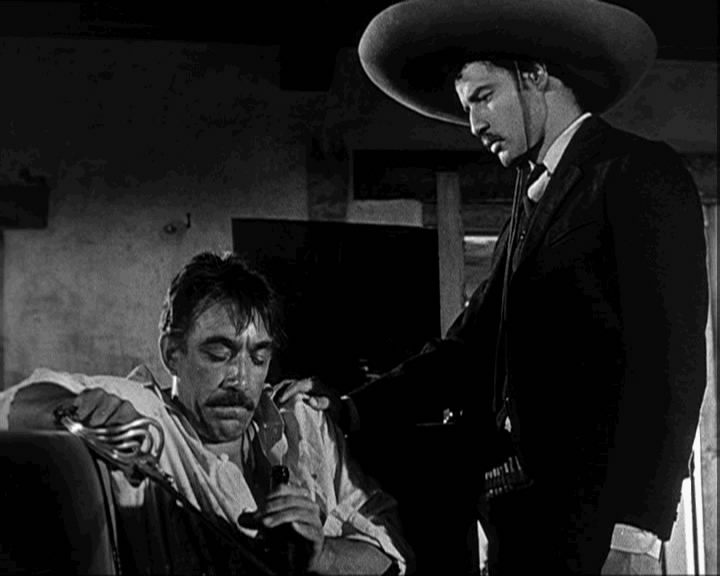
أنتوني كوين مع مارلون براندو في فيلم فيفا زباطة.

قدم أنتوني كوين العديد من الأفلام المميزة والتي تعد علامة من علامات السينما العالمية، كما برز أدائه للشخصيات التاريخية من خلال أدائه التمثيلي المتمكن وملامح وجهه الصارمة الواثقة، فكان يؤدي الشخصيات بثبات ومهارة وأداء تمثيلي متقن، كانت بداياته من خلال أدوار بسيطة في عدد من الأفلام، ولكن بالتأكيد كانت النهاية مختلفة بهذا الرصيد الهائل الذي تركه من الأفلام والأعمال المميزة والمتنوعة ما بين تاريخية واجتماعية، حربية، كوميدية والتي يقل أن تجد لدى ممثل واحد هذا الكمّ الهائل من التنوع والعطاء الفني.
كانت فترة الخمسينيات انطلاقة حقيقية لأنتوني كوين في هوليوود. ففي 1951 مثل في الفيلم الدرامي The Brave Bulls وفي 1952 كانت الفرصة التي انتظرها، عندما شارك في «فيفا زباطة» ولعب دور اوفيميو زاباتا شقيق الثوري المكسيكي الشهير أميليانو الذي أدى دوره مارلون براندو، لينال اعتراف الجمهور بقدرته وموهبته الفنية ويحصل على جائزة أوسكار عن أفضل دور ثانوي وترشح الفيلم لخمسة جوائز أوسكار، ليحقق كوين بعد ذلك سلسلة طويلة من النجاحات لا سيما مع فيلم «لا سترادا» لفيديريكو فليني. وفي السنة نفسها لعب دور كازيمودو في «نوتردام دو باري» المقتبس عن رواية فيكتور هوجو «أحدب نوتردام» ثم لورنس العرب وزوربا اليوناني وإعصار في جامايكا والساعة الخامسة والعشرون. ولم يخف كوين بأن الجودة ليست دائما معيار خياراته. وكان يردد أنه يلعب أحيانا أدوارا لكسب المال لأجل عائلته، لأنهم يحبون الراحة وذلك يكلف غاليا. أما هو فيمكنه العيش ببنطالين فقط.

كوين بدور عمر المختار في فيلم أسد الصحراء

ومر عام 1953 بأفلام مغامرات عادية جداً حتى أخذ بطولة أول فيلم له في 1954 في الدراما الإيطالية La Strada ، في عام 1955 مثل ثلاثة أفلام، أولها كان الجريمة The Naked Street وSeven Cities of Gold مع Richard Egan، وآخرها كان The Magnificent Matador.
وكان الموعد الثاني لأنتوني كوين مع الأوسكار في 1956 في فيلم حياة الرسام الهولندي فينسنت فان غوخ Lust for Life الذي مثل دوره الممثل المعتزل كيرك دوغلاس، أما دور كوين في الفيلم فكان صديق فينسنيت الرسام بول غوغين الذي كان صاحب المواقف الحازمة والذي أثر في مشاعر صديقه جداً. وترشح الفيلم لأربع جوائز أوسكار وفاز كوين بجائزته كما كان متوقعاً. وأخذ بطولة الفيلم الغربي Man from Del Rio مع المخرج التشيكي Harry Horner، ولعب دور رجل مكسيكي يحمي بلدته من قطاع الطرق. وتم ترشيحه عام 1957 لأوسكار أفضل ممثل في فيلم الدراما Wild is the Wind حيث لعب كوين دور رجل يتزوج أخت زوجته بعد وفاة هذه الأخيرة، لكنها تقع في حب أخيه، دراما غريبة قوية. وترشح لثلاثة أوسكارات منها أفضل ممثل لأنطوني كوين، وتبين للكثير أن أنتوني كوين يتقن أدوار الأفلام الغربية كثيراً لهذا لم يتركها، فمثل في العام نفسه فيلم The Ride Back.في 1958 أخرج كوين فيلمه الوحيد وكان حربيا تاريخيا بعنوانThe Buccaneer. وفي 1959 مثل ثلاثة أفلام Warlock وبعده فيلم Savage Innocents وأخيراً في Last Train from Gun Hill وفي 1960 فيلم Heller in Pink Tights والثاني Portrait in Black. وفي 1961 شارك كوين في أحد أفضل أفلام الحربية في تلك الفترة وهو The Guns of Navarone ولعب دور الكولونيل أندري ستافورس وترشح الفيلم لسبعة أوسكارات.
في عام 1962 شارك كوين في بطولة فيلم «لورنس العرب» الذي أخرجة ديفيد لين، والذي يعتبره الكثير من النقاد أحد أفضل أفلام السير الشخصية وهو مقتبس من كتابات بطل القصة الحقيقية توماس إدوارد لورنس واتفق الجميع أن العمل جاء ساحراً في تفاصيل مذهلة ولمسات دقيقة صعبة. ولعب كوين دور عودة أبو تايه فيه. وترشح الفيلم لعشر جوائز أوسكار وفاز بسبع جوائز منها، ولم ينته كوين من هذا العام إلا بعد أن قدم الفيلم الديني Barabbas والرياضي Requiem for a Heavyweight عام 1964 كان شارك كوين في بطولة فيلم Behold a Pal Horse، ومن ثم الفيلم الدرامي الأوروبي الذي أنتجه أيضاً The Visit مع الجميلة إنغريد بيرغمان. وأخذ كوين دور اليوناني أليكسس زوربا في رائعته «زوربا اليوناني» وترشح الفيلم لسبعة جوائز أوسكار. وكانت المفاجأة المذهلة هي عدم ترشح كوين للأوسكار.
وفي 1965 مثل كوين في فيلمي المغامرة A High Wind in Jamaica و Marco the Magnificent. ولم يقدم في 1966 الا Lost Command. وفي 1967 صور في فرنسا وإيطاليا الفيلم الدرامي الكوميدي The 25th Hour. ثم عاد لأمريكا ليقدم الجريمة الكوميدية The Happening. وأنهى العام فيThe Rover. وقدم The Shoes of the Fisherman في 1968 وترشح الفيلم لأوسكارين.

## حياته الشخصية

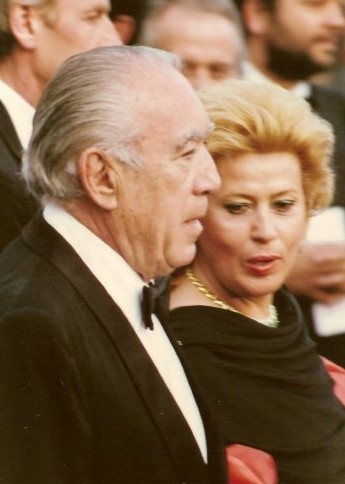
كوين مع زوجته الثانية جولاندا أدولوري في عام 1990.

كانت زوجة كوين الأولى هي الممثلة كاثرين ديميل، ابنة المخرج الشهير سيسيل ديميل بالتبني. تزوجا عام 1937، وأنجبا خمسة أطفال: كريستوفر (1938–1941)، كريستينا (مواليد 1 ديسمبر 1941)، كاتالينا (مواليد 21 نوفمبر 1942)، دنكان (مواليد 4 أغسطس 1945)، وفالنتينا (مواليد 26 ديسمبر 1952). توفي ابنهما الأول كريستوفر عن عمر عامين، غرقًا في بركة زنبق المياه في منزل الجار المجاور، الممثل دبليو سي فيلدز.
وخلال زواجه من كاثرين ديميل، أقام كوين علاقة عاطفية مع الممثلة المتزوجة إيفلين كييس.
في عام 1965، انفصل كوين عن كاثرين ديميل بسبب علاقة غرامية مع مصممة الأزياء الإيطالية جولاندا أدولوري (توفيت سنة 2016)، والتي تزوجها لاحقًا في عام 1966.
أنجب منها ثلاثة أبناء: فرانشيسكو كوين (1963–2011)، داني كوين (مواليد سنة 1964)، ولورينزو كوين (مواليد سنة 1966).
وفي السبعينيات، وأثناء زواجه من جولاندا أدولوري، أنجب كوين طفلين من فريدل دنبار، منظمة فعاليات في لوس أنجلوس: شون كوين (مواليد سنة 1973) وألكسندر أنطوني كوين (مواليد سنةً1976).
وفي التسعينيات، أنجب كوين طفلين آخرين من سكرتيرته كاثرين بينفين: أنتونيا باتريشيا روز كوين (مواليد سنة 1993) ورايان نيكولاس كوين (مواليد سنة 1996).
انتهى زواجه من جولاندا أدولوري بالطلاق في أغسطس 1997، ثم تزوج من كاثرين بينفين في ديسمبر من العام نفسه، وظل معها حتى وفاته.

## أعماله
مثّل أنتوني كوين في ما يزيد عن 140 فيلمًا منها:
- زوربا اليوناني.
- الرسالة.
- أسد الصحراء.
- لورنس العرب.
- فيفا زباطة.
- رغبة الحياة.
- الشيخ والبحر.

## وفاته
قضى أنتوني كوين سنواته الأخيرة في  بريستول، رود آيلاند. توفي في بوسطن، ماساتشوستس في 3 يونيو 2001 عن عمر 86 عامًا بسبب فشل تنفسي. أُقيمت الجنازة في الكنيسة المعمدانية الأولى في أمريكا الواقعة في كوليدج هيل، بروفيدنس، رود آيلاند. طلبت زوجته إذن السلطات في بريستول لدفنه في المكان المفضل لديه في حديقة منزله الخلفية، بالقرب من شجرة قيقب عتيقة. كانا قد اشتريا العقار عام 1995، وكان يطل على خليج ناراغانسيت. وقد مُنحت الإذن ودُفن هناك.

## الجوائز والترشيحات

### الجوائز
- 1952: جائزة الأوسكار لأفضل ممثل مساعد عن فيلم فيفا زباطة!
- 1957: جائزة الأوسكار لأفضل ممثل مساعد عن فيلم رغبة في الحياة
- 1964: جائزة المجلس الوطني للمراجعة لأفضل ممثل عن فيلم زوربا اليوناني
- 1986:  جائزة سيسيل بي دوميل
- 1996: جائزة الكاميرا الذهبية الدولية لإنجاز العمر
- 2001: جائزة مدينة هويلفا في مهرجان هويلفا السينمائي
- 2001: جائزة إنجاز العمر من مهرجان لوس أنجلوس السينمائي اللاتيني

### الترشيحات
- 1956: ترشح لجائزة غولدن غلوب لأفضل ممثل مساعد عن فيلم شهوة الحياة
- 1957: ترشح لجائزة الأوسكار لأفضل ممثل عن فيلم الريح البرية
- 1959: المركز الرابع في جوائز لوريل لأفضل أداء حركي عن فيلم القطار الأخير من غان هيل
- 1961: ترشح لجائزة توني لأفضل ممثل رئيسي في مسرحية بيكيت
- 1962: ترشح لجائزة غولدن غلوب لأفضل ممثل درامي عن فيلم لورنس العرب
- 1962: ترشح لجائزة بافتا لأفضل ممثل أجنبي عن فيلم لورنس العرب
- 1964: ترشح لجائزة الأوسكار لأفضل ممثل عن فيلم زوربا اليوناني
- 1965: ترشح لجائزة بافتا لأفضل ممثل أجنبي عن فيلم زوربا اليوناني
- 1969: ترشح لجائزة غولدن غلوب لأفضل ممثل في فيلم موسيقي أو كوميدي عن سر سانتا فيتوريا
- 1969: المركز الرابع في جوائز لوريل لأفضل أداء درامي عن فيلم أحذية الصياد
- 1969: المركز الحادي عشر في جوائز لوريل لأفضل نجم ذكر
- 1978: ترشح لجائزة “ستينكرز” (أسوأ زوج على الشاشة) عن فيلم المليونير اليوناني
- 1988: ترشح لجائزة إيمي لأفضل ممثل مساعد في مسلسل قصير أو فيلم خاص عن أوناسيس: أغنى رجل في العالم
- 1991: ترشح لجائزة “غولدن رازبي” (أسوأ ممثل مساعد) عن فيلم المافيا
- 1996: ترشح لجائزة غولدن غلوب لأفضل ممثل مساعد في مسلسل أو فيلم تلفزيوني عن غوتي
- 1996: ترشح لجائزة ساتلايت لأفضل ممثل مساعد في مسلسل أو فيلم تلفزيوني عن غوت

## وصلات خارجية
- الموقع الرسمي
- أنتوني كوين على موقع IMDb (الإنجليزية)
- أنتوني كوين على موقع الموسوعة البريطانية (الإنجليزية)
- أنتوني كوين على موقع روتن توميتوز (الإنجليزية)
- أنتوني كوين على موقع مونزينجر (الألمانية)
- أنتوني كوين على موقع قاعدة بيانات الأفلام العربية
- أنتوني كوين على موقع ألو سيني (الفرنسية)
- أنتوني كوين على موقع ميوزك برينز (الإنجليزية)
- أنتوني كوين على موقع تيرنر كلاسيك موفيز (الإنجليزية)
- أنتوني كوين على موقع تيرنر كلاسيك موفيز (الإنجليزية)
- أنتوني كوين على موقع أول موفي (الإنجليزية)